# Францбург
Францбург (нім. Franzburg) — місто в Німеччині, розташоване в землі Мекленбург-Передня Померанія. Входить до складу району Передня Померанія-Рюген. Складова частина об'єднання громад Францбург-Ріхтенберг.
Площа — 15,19 км2. Населення становить 1364 ос. (станом на 31 грудня 2020).

## Галерея

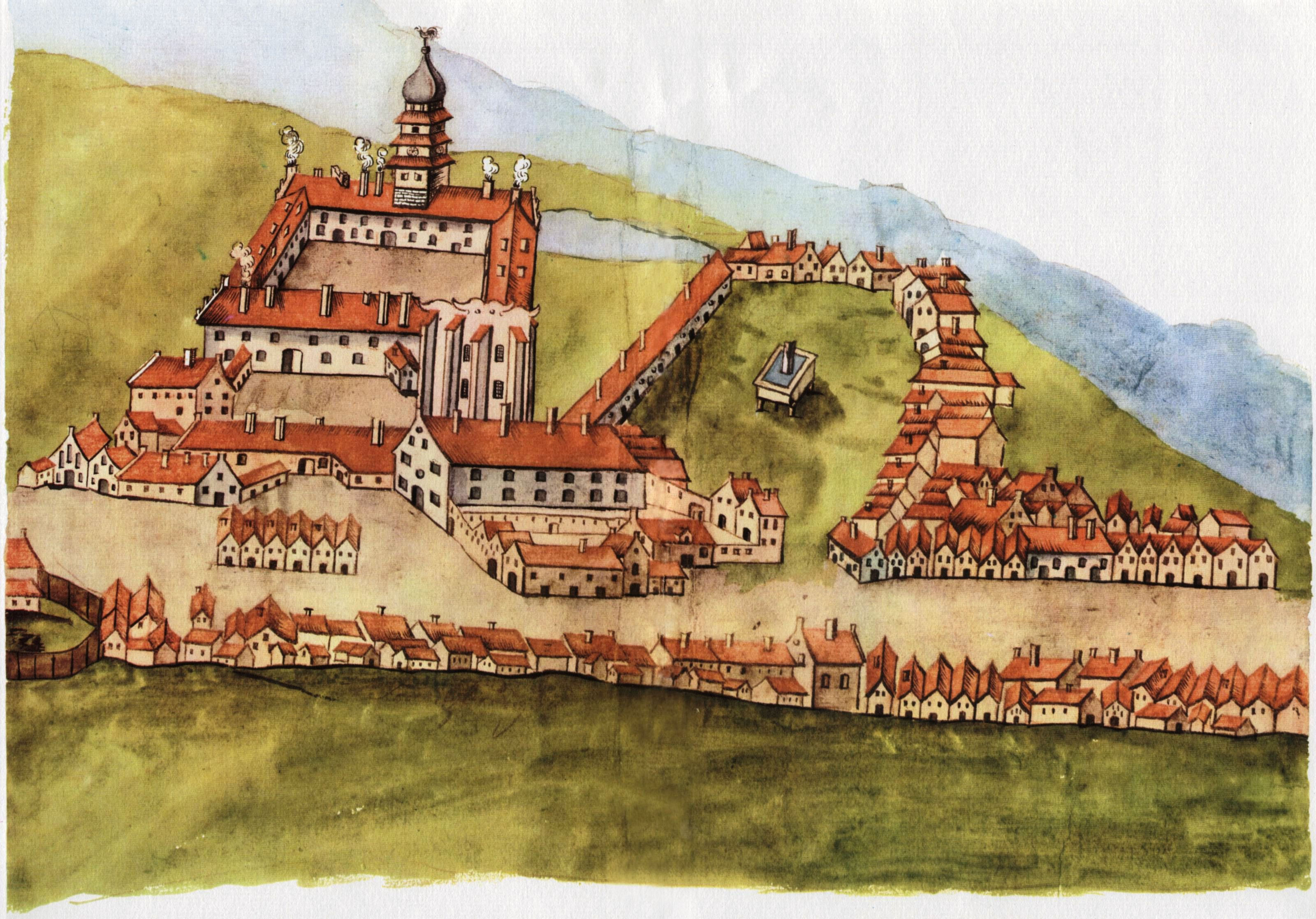
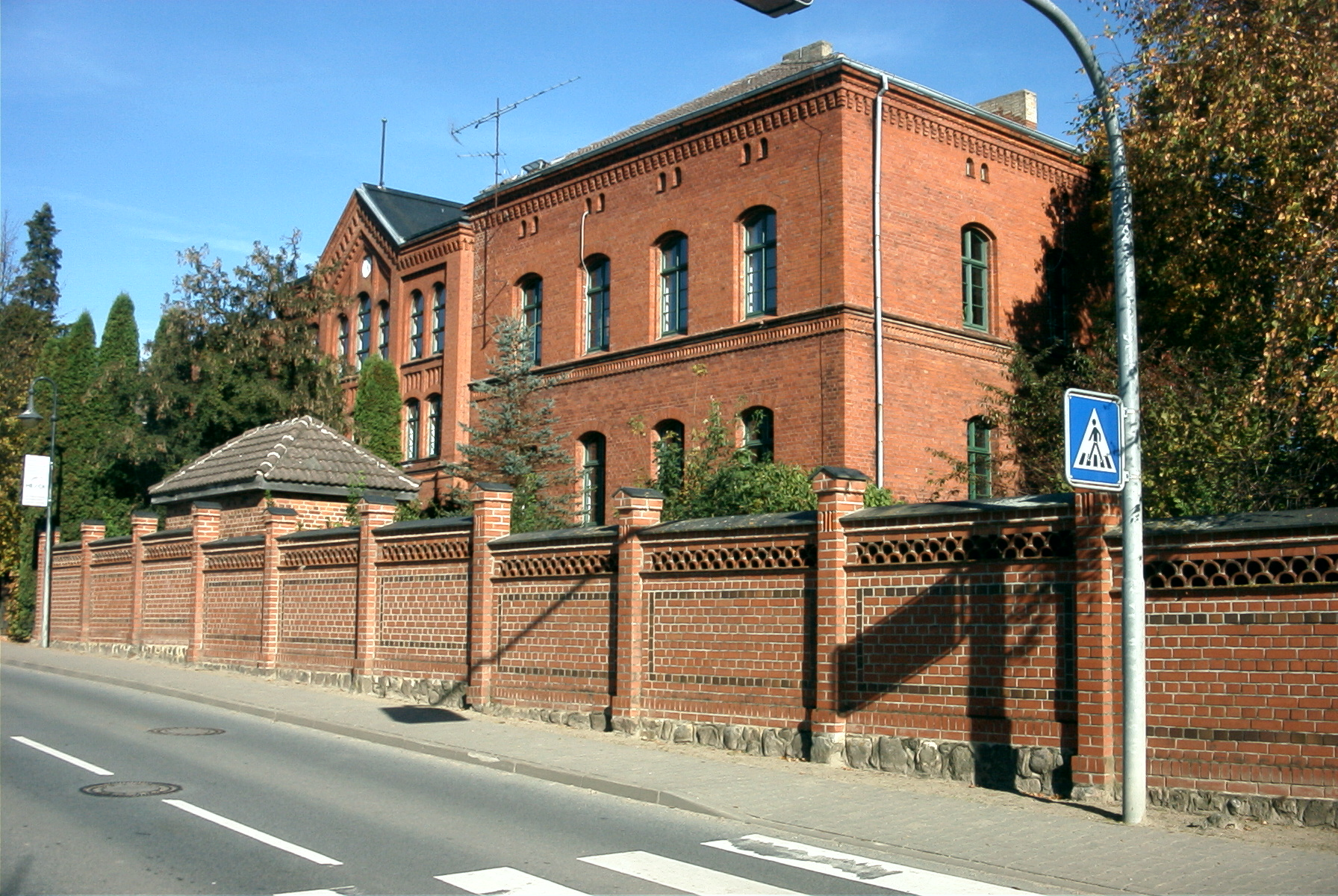